# ويلي نوروود (كرة سلة)
ويلي نوروود (بالإنجليزية: Willie Norwood)‏ مواليد 8 أغسطس 1947 في كارولتون، هو لاعب كرة سلة أمريكي معتزل. بدأ مسيرته الاحترافية في سنة 1970. تم اختياره من قبل فريق ديترويت بيستونز خلال الدرافت. يبلغ طوله 6 قدم 7 بوصة (2.0 م). اعتزل اللعب في 1978. أحرز خلال مسيرته في الإن بي إيه 3209 نقطة بمعدل 7.5 نقاط في المباراة الواحدة.

## المسيرة الاحترافية
لعب مع ديترويت بيستونز من سنة 1971 إلى 1975، ثم لعب مع سياتل سوبرسونيكس من سنة 1975 إلى 1977، ثم لعب مع ديترويت بيستونز في سنة 1977، ثم لعب مع بورتلاند ترايل بلايزرز في سنة 1978.

## روابط خارجية
- ويلي نوروود على موقع إن بي أي (الإنجليزية)
- ويلي نوروود على موقع سبورتس رفرنس (الإنجليزية)
- ويلي نوروود على موقع ريلجم (الإنجليزية)
- ويلي نوروود على موقع بروبوليرز (الإنجليزية)